# L'Apache
Pour les articles homonymes, voir Apache.
Pour plus de détails, voir Fiche technique et Distribution.
L'Apache (Cry for me, Billy) est un film américain réalisé par William A. Graham et sorti en 1972.

## Synopsis
Billy Williams est un chasseur de primes lassé de son existence, bien qu'encore jeune. Il débarque un jour dans un petit village où il retrouve Luke Todd, un ami d'enfance qui exerce la même profession. Avec le temps, leur amitié s'est transformée en rivalité, surtout de la part de Luke, obligé de reconnaître que Billy est un tireur d'élite meilleur que lui. Malgré cette relative jalousie, Todd ne reste pas indifférent aux difficultés matérielles de son compagnon, et lui propose un job bien payé dans une autre ville.

Pour l'heure, Billy semble davantage concerné par un groupe d'Indiens fait prisonniers par l'armée américaine. En allant leur donner de l'eau, il s'est mis à dos les confédérés, même si ces derniers ont préféré éviter un affrontement. Peu de temps après, les Apaches tentent de s'évader. Il en résulte un véritable massacre. Seuls trois d'entre eux parviennent à s'échapper. Parmi eux, Little Sparrow, une Indienne à qui les Blancs ont arraché les vêtements mais qui est parvenue néanmoins à prendre la fuite. Une chasse à l'homme ne tarde pas à se mettre en place. C'est le moment que choisit Billy pour quitter le village également, laissant Todd seul dans le saloon avec son verre de whisky. Avant de partir, Billy s'est interposé devant le forgeron du village qui s’apprêtait à achever un Apache à coup de masse.
Billy parcourt les étendues sauvages. Il rencontre trois des soldats et les envoient sur une fausse piste. Lors d'une halte, il aperçoit Little Sparrow. L'Indienne essaie de s'échapper, puis de se défendre. Billy parvient finalement à la neutraliser. Il tente de la rassurer, soigne son pied blessé durant l'évasion. Le plus dur reste à faire pour l’ancien chasseur de primes et la belle Apache. Il leur faut survivre au milieu d'une nature aussi belle qu'hostile, tout en étant traqués par des hommes encore plus hostiles. L'eau et la nourriture vont bientôt manquer. Malgré des conditions extrêmes de survie, les deux fugitifs vont trouver au sein de cette nature une forme d'Eden. Ils apprennent à se connaître, puis à s'aimer. Une liaison qui va à l'encontre des lois et de la morale édictées par l'Homme Blanc, qui n'aura dès lors qu'un seul but : mettre fin à leur bonheur éphémère...

## Fiche technique
- Titre original : Cry for me, Billy, Count your bullets[1]
- Réalisation : William A. Graham
- Scénario : David Markson
- Directeur de la photographie : Jordan Cronenweth
- Montage : Jim Benson
- Musique originale : Michael Franks et Richard Markowitz
- Production : Elliott Kastner et Harvey Matofsky
- Genre : Western, Drame
- Pays de production:  États-Unis
- Durée : 93 minutes
- Dates de sortie :
  - États-Unis : août 1972
  - France : 2 septembre 1976

## Distribution
- Cliff Potts (VF : Marc de Georgi) : Billy Williams
- Maria Potts créditée « Xochitl » à l’affiche : Little Sparrow, la fille apache
- Harry Dean Stanton (VF : Francis Lax) : Luke Todd
- Don Wilbanks (VF : Serge Sauvion) : le sergent
- William Carsterns (VF : Jean Martinelli) : Henry, l'aveugle
- James Gammon : Amos
- Woodrow Chambliss (VF : Philippe Dumat) : le prospecteur
- Roy Jensen : le forgeron